# Parthenicus rubromaculosus
Parthenicus rubromaculosus är en insektsart som beskrevs av Knight 1968. Parthenicus rubromaculosus ingår i släktet Parthenicus och familjen ängsskinnbaggar. Inga underarter finns listade i Catalogue of Life.